# Jilm americký

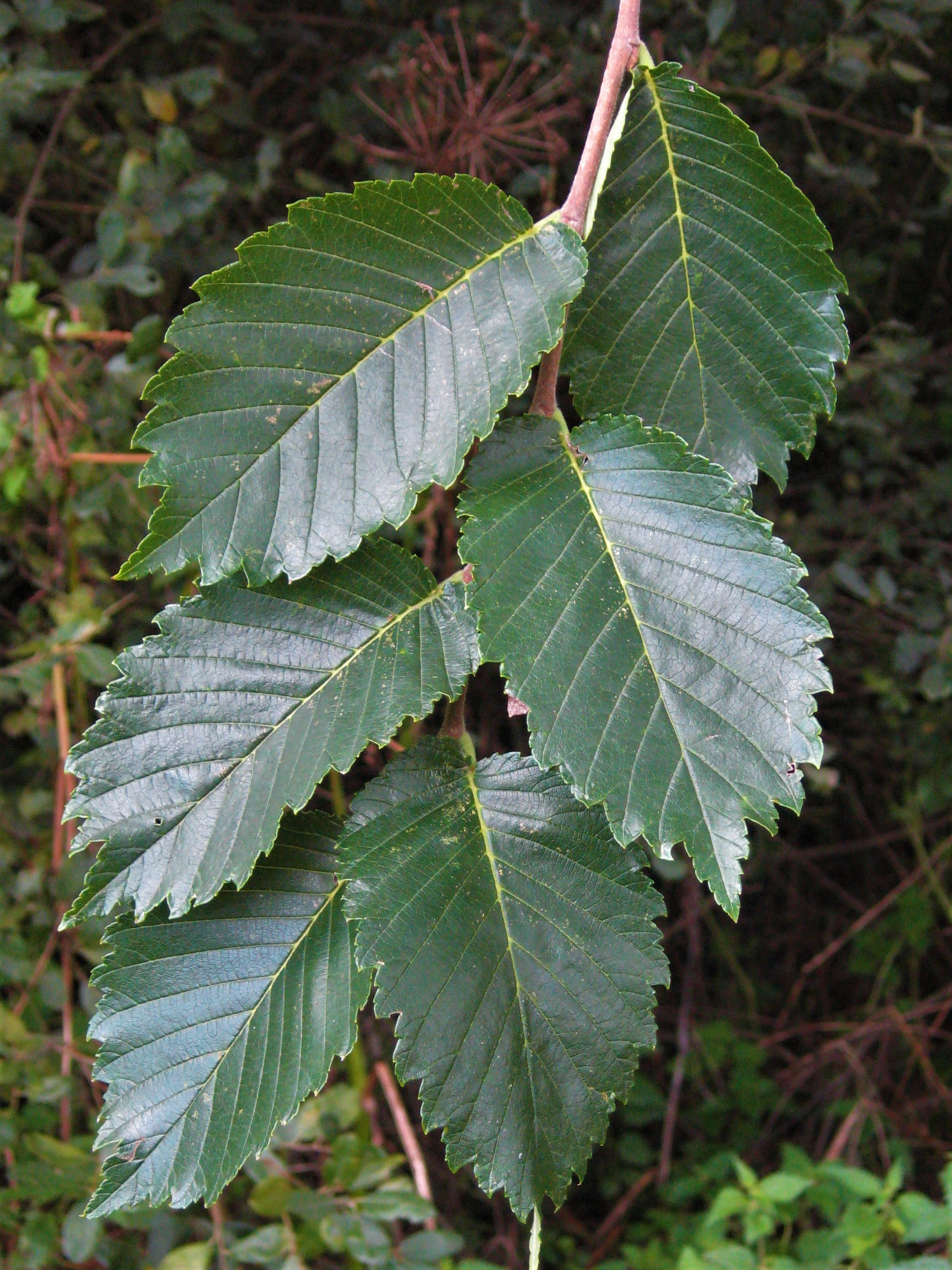
Větvička s listy

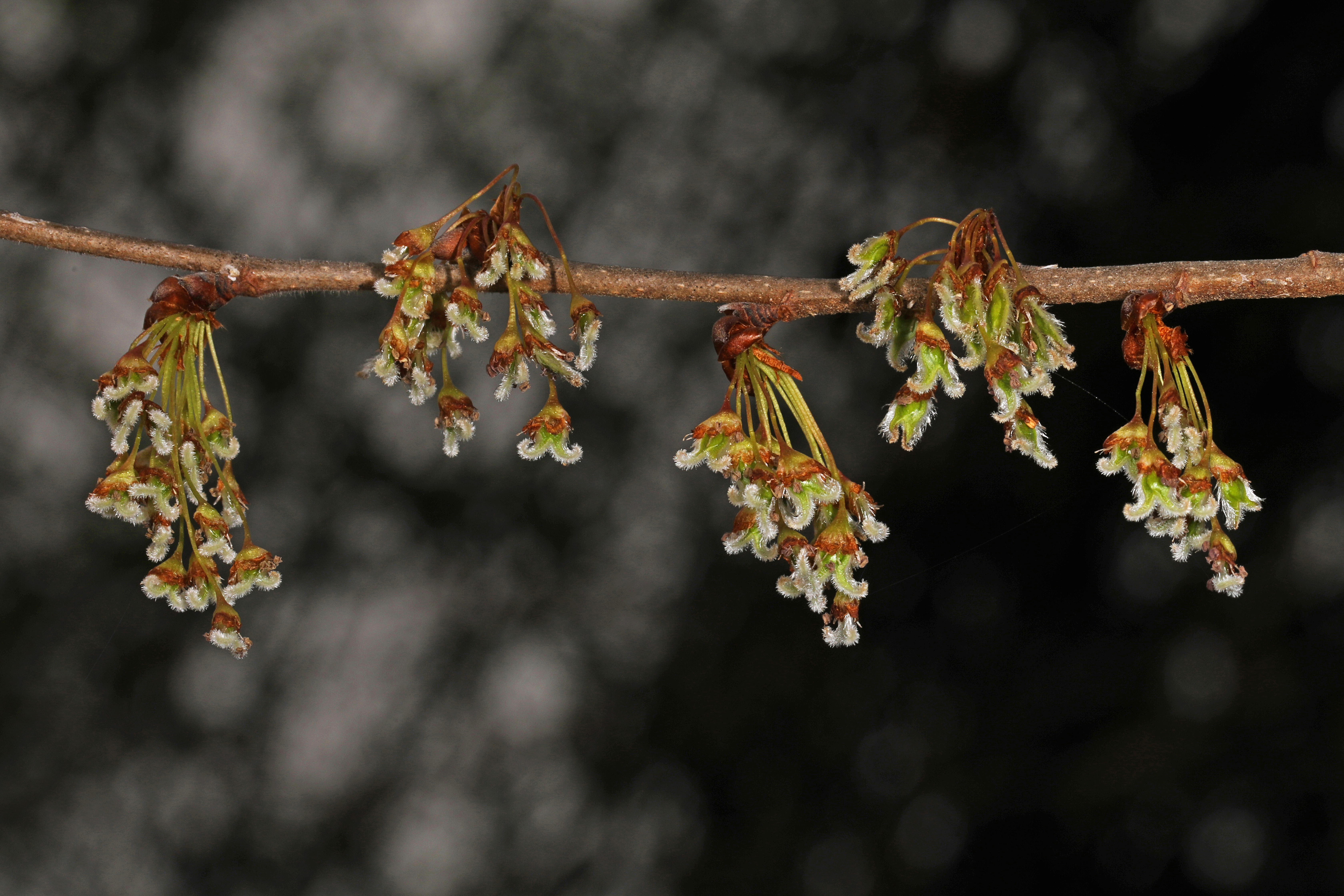
Květy

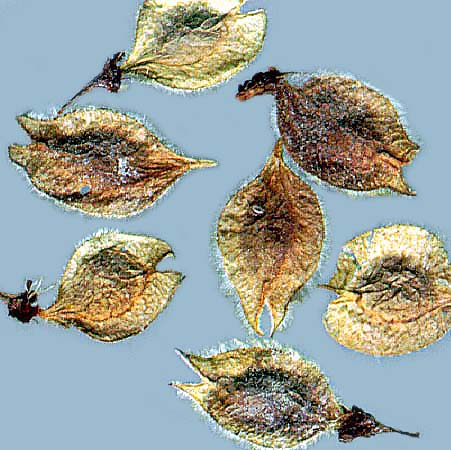
Nažky se semenem

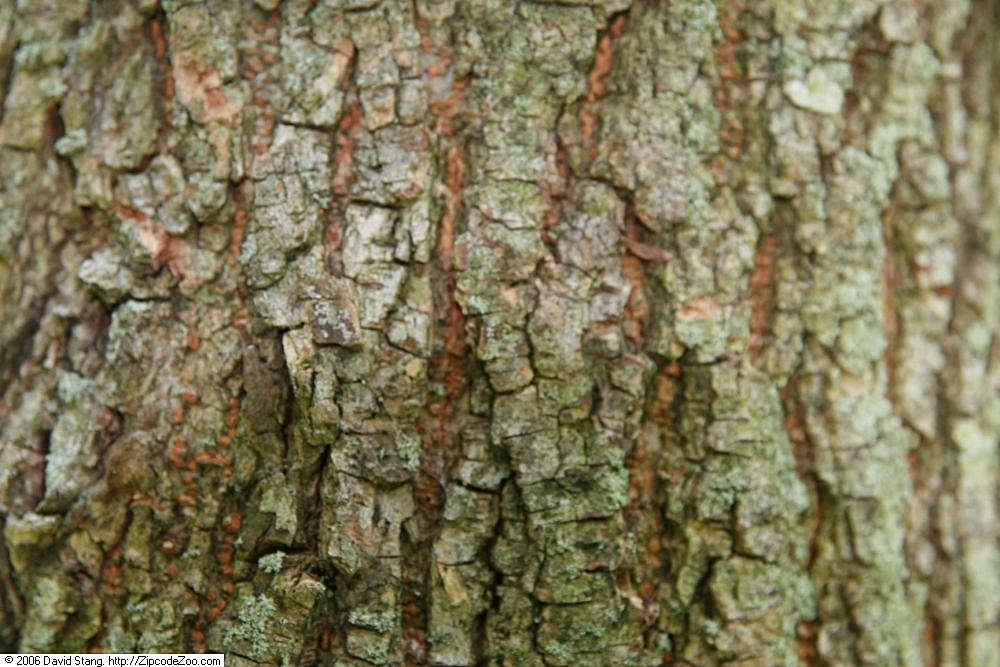
Kůra kmene

Jilm americký (Ulmus americana) je statný, opadavý, listnatý strom, původní druh z východní a střední Severní Ameriky. Tato dřevina s oboupohlavnými květy dorůstá do výšky i 30 m a široká vázovitá koruna se vztyčenými, ve stáří na koncích převislými větvemi může mít v průměru 30 m.

## Rozšíření
Druh je na jihu Kanady rozšířen od Saskatchewanu na západě po Newfoundland na východě. Dále roste ve Spojených státech od Montany, Wyomingu, Nebrasky, Kansasu a Texasu na západě až po pobřeží Mexického zálivu i Atlantiku. Také se jako původní druh vyskytuje v severních oblastech Mexika od Pacifiku po Mexický záliv. Jen zřídkakdy roste v čistých porostech, obvykle se vyskytuje ve směsích s jinými druhy.

## Choroby
Asi v roce 1927 se do Severní Ameriky dostala floémová nekróza (DED), grafióza, někdy také zvaná tracheomykóza, nemoc způsobována houbou Ophiostoma ulmi či Ophiostoma novo-ulmi. Tato choroba poškozující buněčné stěny, znemožňuje transport vody i živin a je strom od stromu roznášena nakaženými kůrovci. Některé stromy mají přirozenou toleranci, jiným po infikování žloutnou a vadnou listy a obvykle do roku částečně či zcela usychají. Nejvíce postižené bývají starší dřeviny s kmenem o průměru přes 60 cm, proto jsou stromy ve věku nad 150 let vzácné, na mnoha stanovištích zcela vymizely. Mladší jedinci nebývají nemocí zasažení a dále rostou a množí se.
Proti této nemoci jsou ne moc úspěšně šlechtěné odolné klony, například odrůda 'American Liberty'. Dále se zkouší nové kultivary získané z asijských nebo evropských zdrojů. Protože jilm americký vykazuje k vůli této nemoci stále klesající populační trend je Mezinárodním svazem ochrany přírody hodnocen jako ohrožený druh (EN).

## Ekologie
Rychle rostoucí strom s dlouhou životností, jež může dosáhnou věku 175 až 200 let, přičemž někteří výjimeční jedinci jsou staří i 300 roků. Výška takto starých stromů bývá i 33, nejvýše 36 m a výčetní tloušťka kmenů je průměrně 84 až 95 cm. Dřevina se běžně vyskytuje v půdách hlubokých, hlinitých, na odvodněných píscích, s velkým obsahem organické rašeliny či nediferencovaného bahna, stejně tak i ve špatně odvodněných jílech a v mnoha mezilehlých kombinacích. Nejlépe vyhovují půdy bohaté na živiny a průběžně vlhké, růst stromu je redukován na místech se suchým pískem nebo rovněž při vysoké letní hladině podzemní vody. Za vhodnou se považuje půdní reakce pH od 5,5 do 8,0.
Podnebí je na rozsáhlém území, které tento druh porůstá, velice rozdílné a strom se musí přizpůsobit. Například na severu Kanady v Manitobě bývají průměrné lednové teploty -18 °C, kdežto na jihu Spojených států na Floridě +16 °C. Letní červencové teploty jsou na severu asi 16 °C, kdežto na jihu se pohybují až po 35 °C. Na severovýchodě bývají roční teplotní maxima okolo 38 °C a na jihozápadě jsou do 18 °C, roční minima kolísají na severu od -40 po -18 °C a na jihu od -18 po -1 °C. Průměrné roční srážky jsou od vzácných 380 mm na severozápadě po hojných 1520 mm na pobřeží Mexického zálivu, střední množství srážek bývá 760 až 1270 mm a většina jich spadne během teplé sezóny od dubna do září. Průměrné množství napadaného sněhu je také velmi rozdílné, od 0 cm na Floridě po 200 cm na severovýchodě a v oblasti Velkých jezer obvykle ročně nasněží 250 až 380 cm. Průměrné bezmrazé období trvá na severu Spojených států a jihu Kanady 80 až 160 dní, kdežto na jihovýchodě a v oblasti Mexického zálivu 200 až 320 dnů.
Dřevina rozkvétá brzy na jaře ještě před rašením listů a následný vývoj je velice rychlý. Lesklá květní poupata se objevují na jihu již počátkem února a na severu začátkem května. Brzy nato dojde k jejich opylení větrem, pak se rychle vyvinou plody které zralé opadají, na jihu to bývá již koncem března a na severu závěrem června. Strom začíná v  malém produkovat plody již od 15 let, ve větším množství však až ve stáří 40 roků, částečně plodí i ve věku 300 let. Pozdní jarní mrazy mohou při -3 °C poškodit květy a při -7 °C také ne plně zralá semena. Jilm americký se většinou vyskytuje v okolí velkých potoků a obvykle neroste ve větší nadmořské výšce než 600 m n. m. Protože jeho listy obsahují relativně hodně draslíků i vápníku a rozkládají se poměrně rychle, je považován za druh zlepšující půdu.
Převážný počet jilmu amerických je tetraploidních, více než z 80 % mají počet chromozomů 56 a stupeň ploidie 4, pouze ty zbylé jsou jako ostatní druhy jilmů diploidní s počtem chromozomů 28 a stupněm ploidie 2. To je také důvodem téměř neexistence hybridů a obtížnosti při šlechtitelských a selekčních pracích. Na některých místech rostou diploidní i tetraploidní dřeviny vedle sebe, očekávané triploidní se však téměř nevyskytují. Diploidní dřeviny, jež mají buňky menší než tetraploidní, jsou proti grafióze více rezistentní.

## Popis
Jilm americký je opadavý strom, který v hustém lesním porostu bývá vysoký 30 až 36 m (někdy dorůstá jen do 24 m) a jeho kmen může mít v průměru 100 či 120 cm, jeho tmavě šedá kůra je ve stáří hluboce zvrásněná. Tyto rozměry platí pro optimální podmínky, na půdách nevhodných, neúživných, mokrých nebo velmi suchých vyrůstá v dospělosti jen do výše 12 až 18 m. V lese mívá rovný kmen bez větví dlouhý 15 až 18 m, kdežto v otevřené krajině se jeho kmen ve výšce 3 až 6 m dělí do několika hrubých vztyčených větví a vytváří tak typickou korunu vázovitého tvaru. Kořenový systém se tvoří podle podmínek ve kterých roste, na suchých půdách je vyvinut hlavně hluboko sahající hlavní kořen, kdežto v těžkých a mokrých je většina kořenů do široka rozložená v hloubce 1 až 1,2 m. Zimní pupeny jsou červenohnědé, kónické či úzce vejčité a lysé.
Listy na větvích vyrůstají střídavě, jsou krátce řapíkaté, dlouhé 7 až 12,5 cm a široké od 4,5 do 7,5 cm, jejich mírně nesymetrická čepel je eliptická, na vrcholu špičatá či zaoblená, má dvojitě pilovitý okraj, šikmou bázi a zpeřenou žilnatinu. Tmavě zelená barva listů se na podzim před opadem mění na zlatavě žlutou. Palisty jsou membránovité a brzy opadávají. Květy jsou purpurově hnědé, drobné a nenápadné, oboupohlavné, cizosprašné a vyrůstající na větvičkách narostlých v předešlé sezóně. Jsou uspořádané po třech až čtyřech do květenství svazečků se dvěma listeny, která jsou svěšená na až 2 cm dlouhých stopkách. Květy jsou bez korunních lístků, mají tři až devět zelených kališních lístků, stejný počet plochých tyčinek s prašníky je jasně červených až fialových, zploštělý semeník je světle zelený, nepatrná čnělka nese bílou, chlupatou a dvoulaločnou bliznu. Květy opylované větrem jsou protogynické, blizna v květu dospívá ještě před uzráním pylu v prašnících a proto nedochází k opylení květu vlastním pylem.
Plod je žlutá až červenohnědá samara, jednosemenná plochá nažka vejčitého tvaru velká asi 1 cm. Obsahuje jediné semeno asi 8 mm velké, jenž je obklopeno membránovitým křídlem, které je nápomocno při šíření semene větrem.

## Rozmnožování
Stromy se přirozeně rozmnožují hlavně pohlavně semeny a méně často vegetativně z kořenových odnoží. Druh může být uměle množen i řízky z mladého měkkého dřeva, odebranými počátkem léta. Kultivary odolné vůči grafióze se pro zachování vlastností množí roubováním na podnože nebo i hřížením.
V hustých lesích se nejvíce plodů vyskytuje na vrcholcích nejvyšších stromů, většina semen i přes svou lehkost ale nebývá větrem odváta dále než 90 m od mateřského stromu, pouze ojediněle jsou odnesena do vzdálenosti až 400 m. Nažky spadlé do vody dobře plavou a mohou se dostat na poměrně daleký břeh. Do jednoho kilogramu se počítá asi 150 tisíc očištěných semen.
Semena klíčí z povrchu půdy, obvykle brzy po dopadu a to na světle i v příšeří, některá však zůstávají dormantní do příštího jara. Vlastní epigeické klíčení obvykle trvá okolo týdne, vzklíčí průměrně asi 65 % semen, některá mohou být zahubena opožděnými jarními mrazy. Počet nových semenáčů je také omezován ptáky i hlodavci požírající jak semena, tak i pupeny a mladé lístky klíčících rostlinek. Jilm americký se za pomoci semen invazivně šíří na lesní světliny, neobdělávaná pole, pastviny i opuštěné skládky.

## Význam
Před příchodem houbovité choroby jilmů byl jilm americký často vysazován okolo městských i venkovských cest. Stále však nachází uplatnění ve větších krajinářských a parkových úpravách, jeho méně vzrůstné typy pak okolo domů a na zahradách. Mezi jeho předností patři rychlý růst, otužilost proti klimatickým vlivům i široká koruna poskytující stín před pálivým sluncem. Bylo vyšlechtěno několik forem, například 'columnaris' s úzkou sloupcovitou korunou, 'ascendens' se vzpřímenými větvemi a 'pendula' s dlouhými svěšenými větvemi. Strom má do široka rozložené kořeny a je odolný proti větru, bývá často vysazován do větrolamů i na místa ohrožována erozí půdy.
Dřevo jilmu je středně těžké, tvrdé a tuhé, jeho specifická hmotnost při 12 % vlhkosti je 460 kg/m³. Má propletená vlákna a je proto houževnaté, neštípe se. Používá se hlavně na nábytek, dělají se z něj hokejky, podlahy, stavební trámy, používá se na obkladové dýhy, k výrobě pevných beden, na železniční pražce a na rakve. V minulosti se z něj dělaly karoserie automobilů, přičemž v dřevu s propletenými vlákny velice dobře drží šrouby. Mladé větvičky mají tvrdou a vláknitou kůru, rozmělněná vlákna se splétala a sloužila jako vázací materiál.